# 雅克·迪蒙
雅克·迪蒙（法語：Jacques Dimont，1945年2月2日—1994年12月31日），生于卡尔万，法国男子击剑运动员。他曾获得1968年夏季奥运会击剑比赛男子花剑团体金牌。他于1994年在阿维尼翁自杀。